# مرتضی شهیدزاده
مرتضی شهیدزاده (زاده ۱۳۳۴ بهبهان) اقتصاددان، بانکدار و مدیر اجرایی ایرانی است، او رئیس و عضو هیئت عامل صندوق توسعه ملی بوده و قبل از آن به‌عنوان مدیر عامل و رئیس هیئت مدیره بانک کشاورزی فعالیت می‌کرده‌است. وی پیش‌تر از اعضای هیئت مدیره بانک کشاورزی بود و سابقه عضویت در هیئت مدیره بانک گردشگری و بانک دی، همچنین معاونت مدیرعامل بانک اقتصاد نوین را در کارنامه مدیریتی خود دارد. او کوشید تا بهره‌وری شعب بانک کشاورزی را افزایش دهد و روابط کارگزاری‌های بانک کشاورزی در سطح بین‌الملل را بهبود بخشید.
او دانش‌آموخته رشته مهندسی ماشین‌های کشاورزی و مکانیزاسیون دانشگاه کرانفیلد انگلستان در مقطع دکتری و همچنین دانشگاه تهران در مقطع کارشناسی ارشد می‌باشد.

## بانک کشاورزی
در ۲۹ آبان ۱۳۹۴، با حضور محمود حجتی وزیر جهاد کشاورزی و معاونان این وزارتخانه، دکتر محمد پاریزی معاون امور بانکی، بیمه و نظارت بر اجرای سیاست‌های اصل ۴۴ قانون اساسی وزارت امور اقتصادی و دارایی، دکتر کلانتری دبیرکل خانه کشاورز، جمعی از نمایندگان مجلس، برخی از مدیران نظام بانکی کشور، دکتر طالبی مدیر عامل سابق بانک کشاورزی و اعضای هیئت مدیره، حکم مدیر عاملی دکتر شهید زاده به وی ابلاغ شد.

## اقدامات در بانک کشاورزی
شهیدزاده در طی مدیریت بانک کشاورزی توانست سامانه اعتبارات خُرد را راه‌اندازی کند، سپس به توسعه تعاملات با مجلس شورای اسلامی پرداخت. او طراحی و تدوین برنامه استراتژیک بانک را بهبود بخشید و در سه سال مدیریت خود به سرمایه بانک کشاورزی افزود. مرتضی شهیدزاده گام‌های مؤثر و موفقی در مسیر صفر کردن اضافه برداشت از بانک مرکزی انجام داد و بهره‌وری شعب سراسری بانک کشاورزی را افزایش داد و بهینه کرد و تحولی بی‌سابقه در مکانیزاسیون کشاورزی ایران با محوریت بانک کشاورزی بخشید.

### خصوصی‌سازی
در سالیان گذشته بانک کشاورزی ده‌ها شرکت در زیر مجموعه خود داشت که بر اساس سیاست دولت و مصوبات مجمع به بخش خصوصی واگذار شدند و پس از خصوصی شدن، موفقیت شرکت‌های زیرمجموعه بانک کشاورزی افزایش چشمگیری داشته‌است. مرتضی شهیدزاده مدیرعامل بانک می‌گوید:
این سیاست درستی بود که بر اساس آیین‌نامه اجرایی اصل ۴۴ قانون اساسی و تکالیف دولت انجام شد. متأسفانه در دولت نهم و دهم با تغییر سیاست دولت مبنی بر برگرداندن شرکت‌ها به دولت، هزینه‌های گزافی به دولت تحمیل شد اما در دولت یازدهم و دوازدهم مجدداً واگذاری شرکت‌ها به بخش خصوصی ادامه یافت و بانک‌ها نیز موظف شدند از بخش خصوصی پشتیبانی و حمایت کنند.

در حال حاضر پروژه‌های تحت حمایت بانک کشاورزی، پروژه‌های بزرگی هستند که توسط بخش خصوصی اجرا می‌شوند و به شکر خدا بازار در اختیار و سودآوری آن‌ها از شرکت‌های دولتی بسیار بالاتر است.— مرتضی شهیدزاده، عیار آنلاین http://ayaronline.ir/1396/08/257945.html

### بازخوردها
عبدالرضا عزیزی، نماینده مردم شیروان و رئیس کمیسیون اجتماعی مجلس شورای اسلامی دربارهٔ مرتضی شهیدزاده گفت: در آغاز فعالیت شهیدزاده (سال ۹۳) اضافه برداشت این بانک از بانک مرکزی رقمی معادل ۹۲ هزار میلیارد ریال بود که با تدابیر مدیریتی در حال حاضر میزان اضافه برداشت به صفر رسیده‌است. در ابتدای مدیریت شهیدزاده در بانک کشاورزی، میزان سرمایه این بانک ۱۵ هزار میلیارد ریال بود ولی با تلاش مدیران عالی این بانک، نمایش توانمندی و شایستگی و جلب اعتماد دولت، اکنون سرمایه بانک کشاورزی به بیش از ۹۱ هزار میلیارد ریال رسیده‌است.
عزیزی در بخش دیگری از سخنان خود به عملکرد درخشان بانک کشاورزی در اجرای تبصره ۳۵ قانون بودجه سال ۹۵ و بند «و» تبصره ۱۶ قانون بودجه سال ۹۶ در رابطه با بخشودگی سود و جرائم تسهیلات کمتر از ۱۰۰ میلیون تومان پرداخت و اظهارکرد: این بانک موفق شد ۳۲۰ هزار پرونده بدهکاران را تسویه و مختومه کند و به دلیل عملکرد درخشان، بانک مرکزی علاوه بر تعهد ابلاغی مصوب، تعهدات سایر بانک‌هایی که عملکرد مناسبی نداشتند را نیز به این بانک محول کرد که در این زمینه خدمات ارزنده بانک کشاورزی بسیار جای تشکر دارد. خوشبختانه از سال ۹۳ شاهد اجرای نظام شایسته‌سالاری در بانک کشاورزی هستیم که این مهم با برگزاری فراخوان‌های تصدی مشاغل مدیریتی، انجام مصاحبه‌های کارشناسی و انتخاب بر اساس دانایی صورت می‌گیرد. بانک کشاورزی به دلیل عملکرد مثبت خود به عنوان یکی از چهار بانک عامل در اجرای طرح ملی اشتغال روستایی انتخاب شده‌است و تخصیص ۱٫۵ میلیارد دلار معادل شش هزار میلیارد تومان توسط دولت، گویای اهمیت این امر است.

## پژوهش‌ها
کتاب شناخت و کاربرد کمباین ۱۳۸۵. بهروزی لار م. مبلی ح و شهیدزاده م